# Gouvernement Chenik I
Ne doit pas être confondu avec Gouvernement Chenik II.
Protectorat français de Tunisie
Lakhoua Baccouche I
Le premier gouvernement Chenik est le premier gouvernement tunisien formé pendant le protectorat français de Tunisie sans l'assentiment du résident général de France.

## Contexte
À partir de son avènement le 19 juin 1942, Moncef Bey attend le moment favorable pour marquer son indépendance vis-à-vis du résident général qui, depuis les conventions de La Marsa, dirige le pays. On est alors au milieu de la Seconde Guerre mondiale : la France est affaiblie depuis son occupation par l'armée allemande en juin 1940. Le résident général Jean-Pierre Esteva a été nommé par le régime de Vichy qui collabore avec les Allemands. Depuis la défaite de 1940, les troupes françaises en Tunisie ont été réduites au strict minimum à la demande des gouvernements allemand et italien qui vérifient sur place que le désarmement a bien été effectué.
Le 9 novembre 1942, à la suite du débarquement des troupes alliées en Algérie et au Maroc, l'armée allemande s'installe en Tunisie pour bloquer l'avancée des troupes britanniques, américaines et françaises. Un ministre plénipotentiaire, Rudolf Rahn, est nommé. Il crée une administration française parallèle, occupée par des collaborateurs zélés de l'occupant nazi. Esteva est ainsi privé de tout pouvoir par des Allemands qui aimeraient bien décider Moncef Bey à leur apporter son soutien contre la puissance coloniale.

Le 31 décembre 1942, à l'occasion des obsèques de la princesse Lalla Kmar, Mohamed Salah Mzali raconte l'anecdote suivante : 
« Au cimetière du Djellaz, quelqu'un a apporté je ne sais d'où une chaise pour éviter au souverain une station debout prolongée. Moncef Bey refusa de s'asseoir et offrit le siège au Premier ministre Hédi Lakhoua, en lui disant : « Vous êtes âgé, je vous considère comme mon père. Vous devez être fatigué et mon devoir est de vous faire asseoir ». Je me demande si cette insistante politesse n'était pas un jeu de mots annonçant l'imminence d'une mise à la retraite. En arabe, le même radical signifie en effet « faire asseoir » et « mettre au repos ».

L'après-midi, Hédi Lakhoua et ses deux collaborateurs, Habib Djellouli, ministre de la Plume, et Abdeljelil Zaouche, ministre de la Justice, étaient invités à remettre séance tenante leur démission au bey. »

## Composition
Le 1er janvier 1943, pour la première fois depuis l'instauration du protectorat, des ministres tunisiens sont nommés sans que la résidence générale ait son mot à dire.
- M'hamed Chenik : grand vizir ;
- Mahmoud El Materi : ministre de l'Intérieur (anciennement ministre de la Plume) ;
- Salah Farhat : ministre de la Justice ;
- Aziz Djellouli : ministre des Habous[4].

## Actions du gouvernement
Mahmoud El Materi tente de placer sous son autorité les caïdats, la police et les municipalités. Des circulaires sont envoyées aux caïds pour leur rappeler leurs responsabilités dans la protection de leurs administrés face aux troupes d'occupation. Des caïds et des fonctionnaires sont révoqués et remplacés par des hommes plus proches des Tunisiens.
Le décret du 30 janvier 1898, qui permettait aux colons français d'acheter des biens habous, est abrogé en janvier. En février, le tiers colonial est étendu aux fonctionnaires tunisiens. Jusque-là, seuls les fonctionnaires français (même nés en Tunisie) bénéficiaient de cette « prime d'expatriation » de 33 %.
Le 15 mai 1943, à la suite de la déposition de Moncef Bey, M'hamed Chenik présente la démission de son gouvernement. Slaheddine Baccouche est nommé grand vizir.

## Héritage
Jean-Pierre Esteva a eu l'habileté de consigner les pouvoirs étendus du grand vizir dans le décret de nomination de Chenik. Ils disparaissent donc avec la démission de ce dernier.
Le ministère des Habous créé par Moncef Bey n'est pas supprimé avec la démission du gouvernement Chenik : Mohamed Salah Mzali en devient le nouveau titulaire.

L'expérience Chenik marque les esprits. Moncef Bey a prouvé que l'on pouvait nommer des ministres tunisiens sans passer par l'autorisation du résident général. Quant à Chenik, il devient le symbole de cet espoir levé par ce bey nationaliste. En 1950, face à la poussée nationaliste, le gouvernement français lâche du lest en acceptant de désigner un nouveau gouvernement proche des idées nationalistes. On pense à Aziz Djellouli pour le diriger mais, à la surprise générale, ce dernier refuse pour « des raisons familiales ». Des années après, il confiera à Saïd Mestiri les véritables raisons de son refus : 
« Avec M'hamed Chenik, Salah Ferhat, Mahmoud El Materi, Hamadi Badra et bien d'autres, nous étions l'ossature du moncéfisme. Anciens ministres de Moncef Bey, M'hamed Chenik était un peu le « patron » dans le sens hospitalo-universitaire du terme, comment voulez-vous que l'un d'entre nous entre en compétition avec notre aîné et notre patron ?

Voyez-vous, pour nous tous, ce ministère, même si je n'en faisais pas partie, symbolisait en quelque sorte la réhabilitation de Moncef Bey. »